# Acer pseudoplatanus
El arce blanco, falso plátano o arce sicómoro (Acer pseudoplatanus) es una especie arbórea caducifolia perteneciente a la familia de las sapindáceas.

## Descripción
Es un árbol elevado, que puede alcanzar hasta 30 m de altura, de copa amplia y ramas abiertas, con corteza lisa y grisácea. Las hojas son caducas, palmeadas, divididas hasta la mitad de la lámina en cinco lóbulos aovados, con los bordes provistos de gruesos dientes, algo desiguales, curvados en forma de sierra; su pecíolo es muy largo y está en posición opuesta; son grandes, de unos 10 a 15 cm. Flores hermafroditas o dioicas, de color amarillo-verdoso, dispuestas en gran número, sobre inflorescencias (tirsos o racimos de cimas) colgantes, que aparecen con las hojas o poco después; tienen largos pedicelos, perianto compuesto de 5 sépalos y 5 pétalos alargados y libres, que se insertan, con los 8 estambres, en un disco anular carnoso situado debajo del ovario. Fruto en dos sámaras unidas (disámaras) ensanchándose las alas hacia el ápice y formando entre sí un ángulo próximo a 173 grados.
Florece en abril y mayo; los frutos maduran al final del verano y se mantienen durante mucho tiempo en la planta.

## Distribución y hábitat
En el centro y sur de Europa, así como en el sudoeste de Asia. En la península ibérica únicamente en el norte: Pirineos y Cornisa Cantábrica, hasta el norte de Portugal. Frecuentemente cultivado y asilvestrado, es difícil precisar cuándo se trata de una planta espontánea.
Habita en suelos frescos y profundos de las laderas y valles de montaña, sin constituir nunca formaciones densas, sino salpicados en hayedos y otros bosques.

### Especies similares
En Europa hay dos especie de arces muy parecidas que pueden confundirse con facilidad. Las dos especies presentan ejemplares que pueden alcanzar hasta los 30-35 m de altura. 

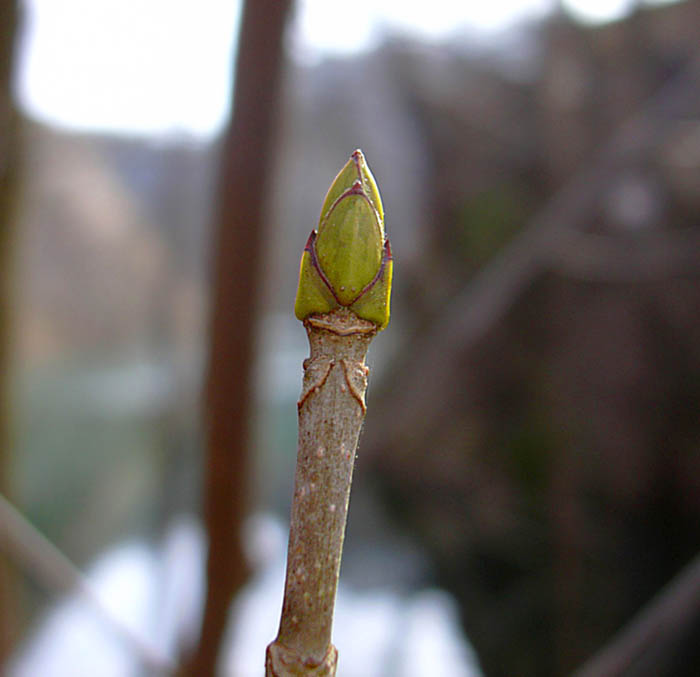
Las yemas son de color verde.

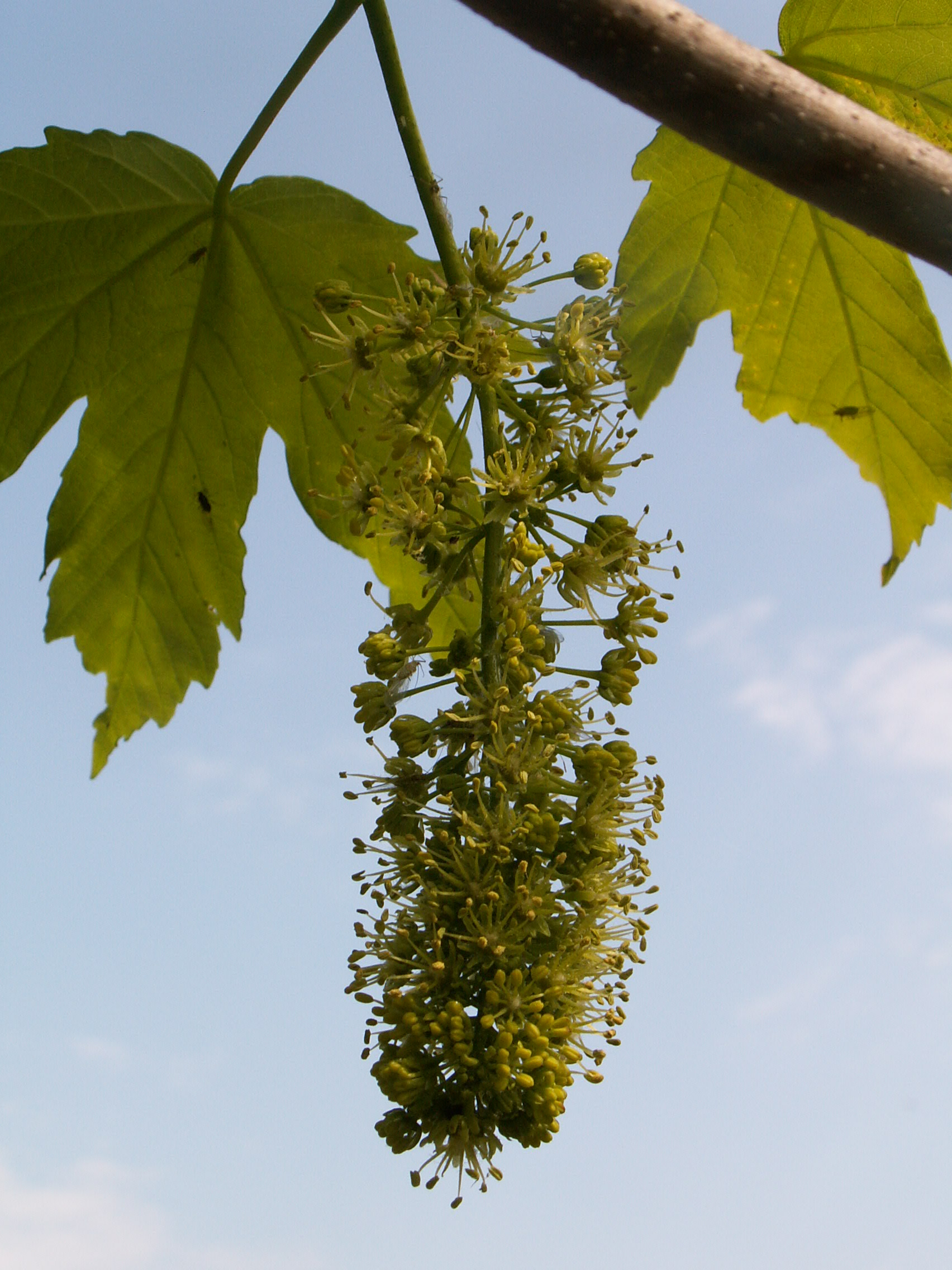
Las flores aparecen después de las hojas.

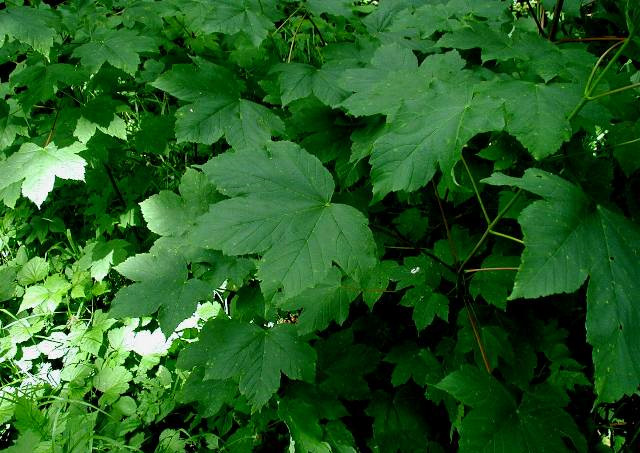
Hojas.

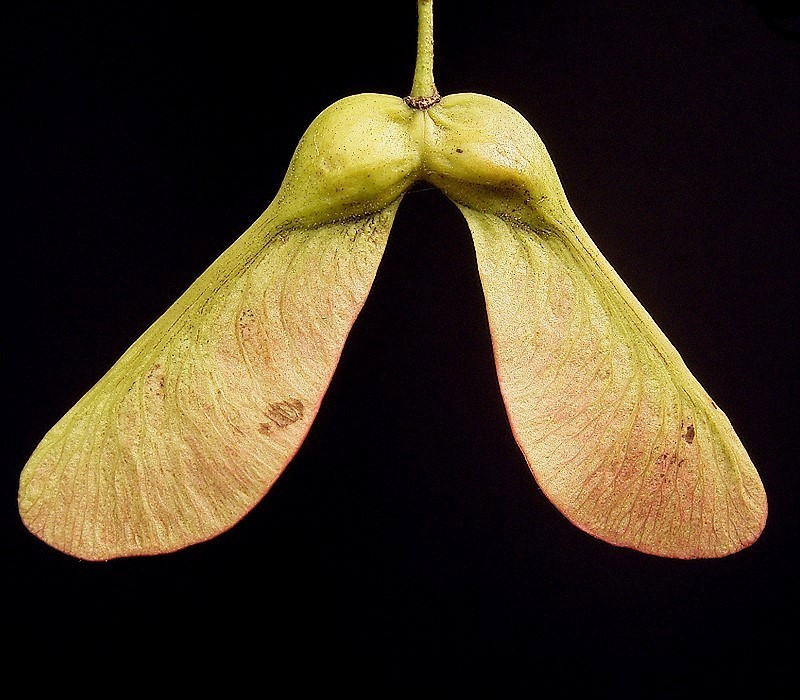
Las sámaras tienen la semilla redonda.

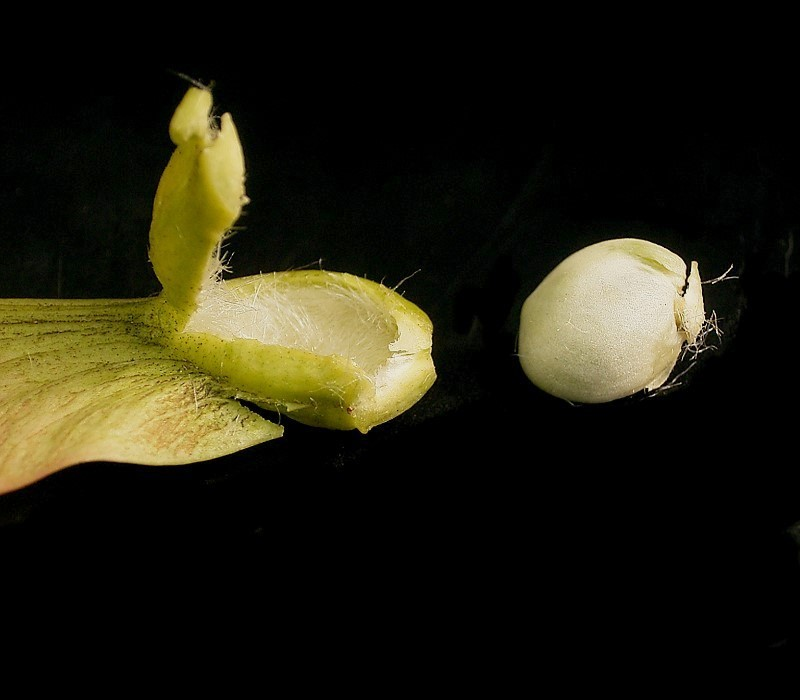
Semilla.

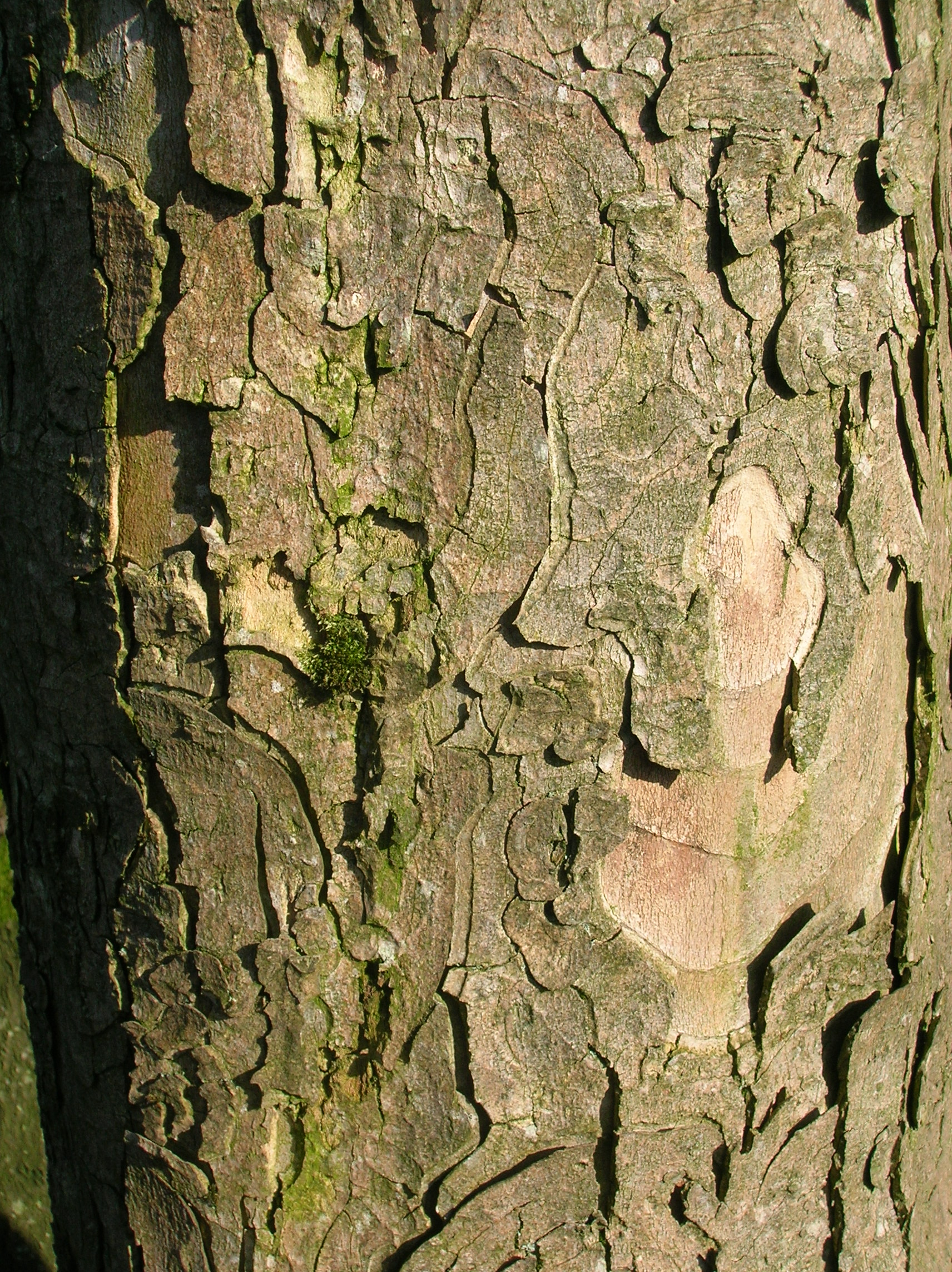
La corteza se desprende en placas.

| Especies                     | Arce real (Acer platanoides)                                                  | Arce blanco o falso plátano (Acer pseudoplatanus)                   |
| ---------------------------- | ----------------------------------------------------------------------------- | ------------------------------------------------------------------- |
| Corteza (en árboles adultos) | Lisa, va a tener surcos verticales con la edad                                | Parecida a la del plátano oriental, se desprende en placas          |
| Yemas                        | Granates                                                                      | Verdes                                                              |
| Hojas                        | Hay cultivar con hojas de color rojo púrpura                                  | Son de color verdes                                                 |
| Flores                       | Aparecen en el momento de abrirse las yemas                                   | Aparecen poco después de las hojas                                  |
| Frutos (sámaras)             | Las sámaras se encuentran en la base del ramito y tienen la semilla aplanada. | Las sámaras se encuentran en el ramito y tienen la semilla redonda. |

## Usos
El nombre del género era ya utilizado por los romanos, Acer: tenaz, duro, según otros autores su nombre deriva de la voz celta ac: espina o punta, por haberse utilizado para fabricar puntas de lanza. El nombre específico pseudoplatanus, hace referencia al parecido de sus hojas con el plátano de paseo. Su madera es de color pálido, de grano continuo; es ligera y fácil de tornear. Las hojas, frutos y corteza de la raíz se han utilizado como medicinales, atribuyéndoles propiedades astringentes; de su tronco y ramas, si se hace una incisión en primavera, se obtiene un líquido azucarado agradable de beber.
Actualmente es ampliamente usado en los paseos y avenidas de ciudades, especialmente españolas porque gracias a su poda y a su capacidad de unirse por las ramas crean interesantes efectos de arcos naturales cuando se encuentran sin hojas. En verano proporcionan una excelente sombra y crean un microclima fresco y agradable, al podarlo en otoño permite el paso de la luz al suelo durante el invierno pero sigue embelleciendo los paseos con sus singulares formas. Además, cuando la poda es correcta no alcanzan gran altura por lo que no entorpecen la entrada de luz en las viviendas circundantes.

## Taxonomía
Acer pseudoplatanus fue descrita por Carlos Linneo y publicado en Species Plantarum 2: 1054, en el año 1753.
Etimología
Acer: nombre genérico que procede del latín ǎcěr, -ĕris (afilado), referido a las puntas características de las hojas o a la dureza de la madera que, supuestamente, se utilizaría para fabricar lanzas. Ya citado por, entre otros, Plinio el Viejo en Historia naturalis, 16, XXVI/XXVII, refiriéndose a unas cuantas especies de Arce.
pseudoplatanus: epíteto latino que significa "falso Platanus".
Sinónimos
- Acer villosum C.Presl in J.Presl & C.Presl [1833]
- Acer sericeum Schwer. [1894]
- Acer dittrichii Ortmann in Opiz [1852]
- Acer procerum Salisb. [1796]
- Acer montanum Lam. [1779]
- Acer majus Gray [1821]
- Acer latifolium Bubani[3]
- Acer abchasicum Rupr.
- Acer atropurpureum Dippel
- Acer bohemicum C.Presl ex Opiz.
- Acer erythrocarpum Dippel
- Acer euchlorum Dippel
- Acer fieberi Opiz
- Acer hybridum Bosc
- Acer melliodorum Opiz
- Acer opizii Ortmann ex Opiz.
- Acer opulifolium Thuill.
- Acer purpureum Dippel
- Acer quinquelobum Gilib.
- Acer rafinesquianum Dippel
- Acer wondracekii Opiz
- Acer worleei Dippel[4]

## Nombre común
- Acer, acirón (2), arce (14), arce blanco (9), arce blanco de otros, arce menor, arracadero, asar, azar, blada (2), falso plátano (18), falso sicómoro, falso-plátano, moscon, moscón, orón, platanero, pládano (2), plágano (5), plánago, plátano, plátano silvestre, prádana, prádano (3), samapol, sicomoro (2), sicomoro de algunos, sicómoro. Entre paréntesis, la frecuencia del vocablo en España.[3]